# Lucien Vlaemynck
Lucien Vlaemynck, né le 19 août 1914 à Izenberge et mort le 14 juin 1994 à Ledegem, est un coureur cycliste belge. 
Professionnel de 1935 à 1949, il a notamment été vainqueur du Tour de Luxembourg en 1938, troisième du Tour de France 1939 et troisième de Paris-Roubaix 1946.

## Palmarès
- 1934
  - 3e de Lille-Boulogne
  - 3e de Tourcoing-Bethune-Tourcoing
  - 3e de Tourcoing-Dunkerque-Tourcoing
- 1936
  - 4e étape du Tour du Nord
  - 3e de Arras-Lille-Arras
- 1937
  - 2e étape du Circuit du Morbihan
  - Critérium du Midi :
    - Classement général
    - 1re et 3e étapes

  - 2e de Bruxelles-Verviers
  - 2e du Circuit du Pas-de-Calais
- 1938
  - Tour de Luxembourg
  - 3e du Circuit des régions flamandes
  - 5e de Paris-Tours
- 1939
  - Grand Prix de l'Exposition de Liège (avec Félicien Vervaecke)
  - 2e étape du Tour de Luxembourg
  - 2e du Tour de Luxembourg
  - 3e du Circuit du Morbihan
  - 3e du Tour de France
- 1942
  - 3e du championnat de Belgique sur route
- 1943
  - 3eb étape du Circuit de Belgique (contre-la-montre par équipes)
  - Grand Prix de l'Auto
  - 2e du Circuit de Belgique
  - 2e de l'Omnium de la route de Paris
  - 3e du Grand Prix du Tour de France
- 1944
  - Flèche française (contre-la-montre par équipes)
  - 10e de Paris-Roubaix
- 1945
  - Circuit de Paris
  - 1re étape du Critérium du Midi
  - 2e du Critérium du Midi
  - 2e du Grand Prix d'Espéraza
  - 2e du Grand Prix de Mons
  - 2e de la Flèche wallonne
- 1946
  - 3e de Paris-Roubaix
  - 3e du Circuit des régions flamandes
- 1947
  - 3e de Gand-Wevelgem
  - 10e de Paris-Roubaix
- 1949
  - 3e du Circuit des Trois Provinces (Avelgem)

## Résultats sur les grands tours

### Tour de France
1 participation
- 1939 : 3e

### Tour d'Italie
1 participation
- 1947 : abandon (19e étape)